# Biserica „Sf. Voievozi” a fostului Schit Cetățuia
Biserica „Sf. Voievozi” a fostului Schit Cetățuia este un monument istoric aflat pe teritoriul municipiului Râmnicu Vâlcea. În Repertoriul Arheologic Național, monumentul apare cu codul 167482.18.
Schitul Cetățuia, cu hramul Sfinților voievozi Mihail și Gavril, a fost zidit între anii 1677 - 1680 de mitropolitul Țării Românești, Teodosie, în timpul domniei lui Șerban Cantacuzino, pe o colină calcaroasă, plină de grote. Biserica a suferit modificări între 1850 -1853, când mitropolitul Nifon i-a adăugat pridvorul cu stâlpi din cărămidă și o turlă, zidul de incintă din cărămidă cu lespezi de piatră și două case. Frescele interioare ale bisericii au fost refăcute în 1853 de pictorul Gheorghe Tattarescu.

## Galerie

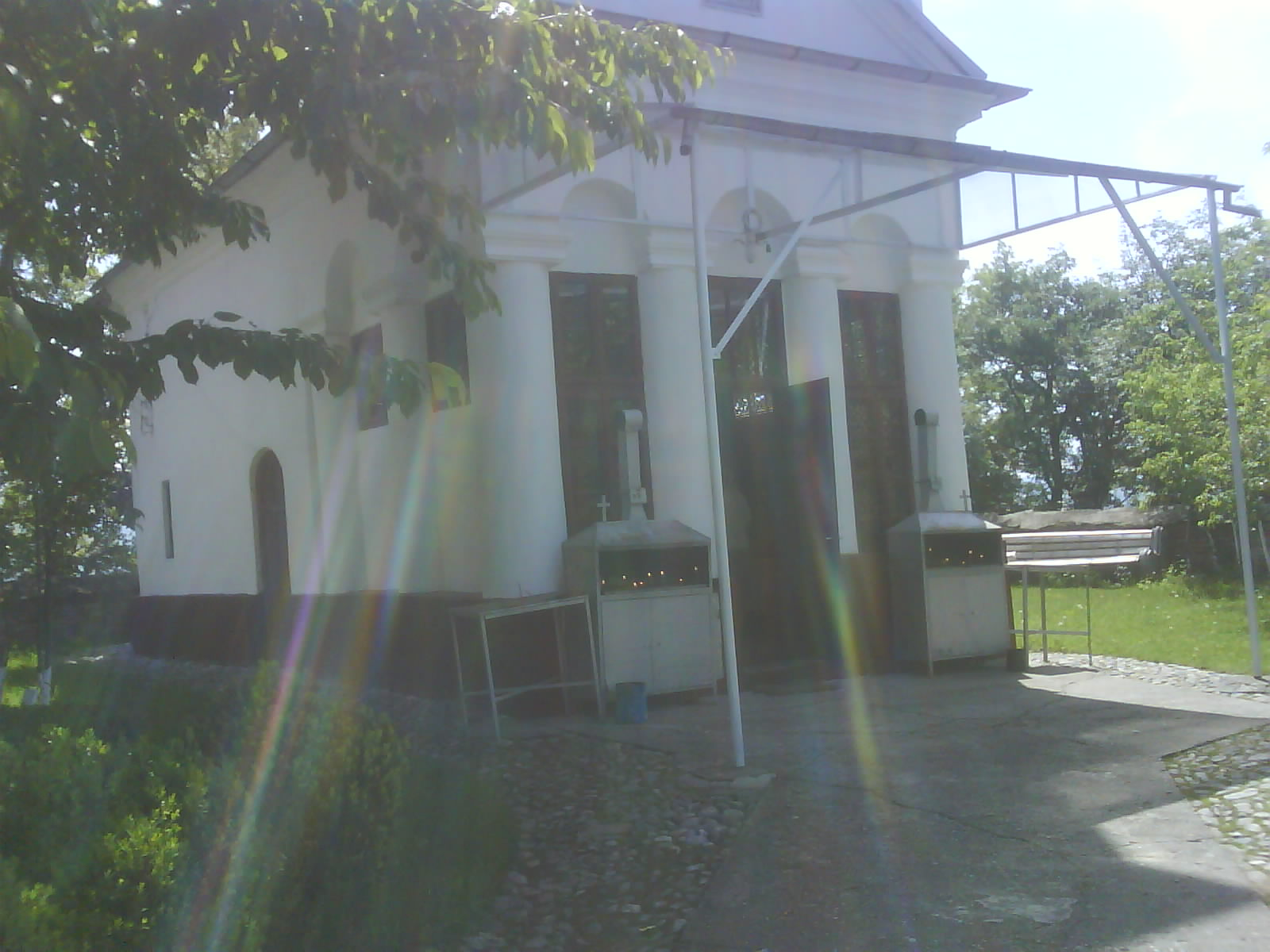
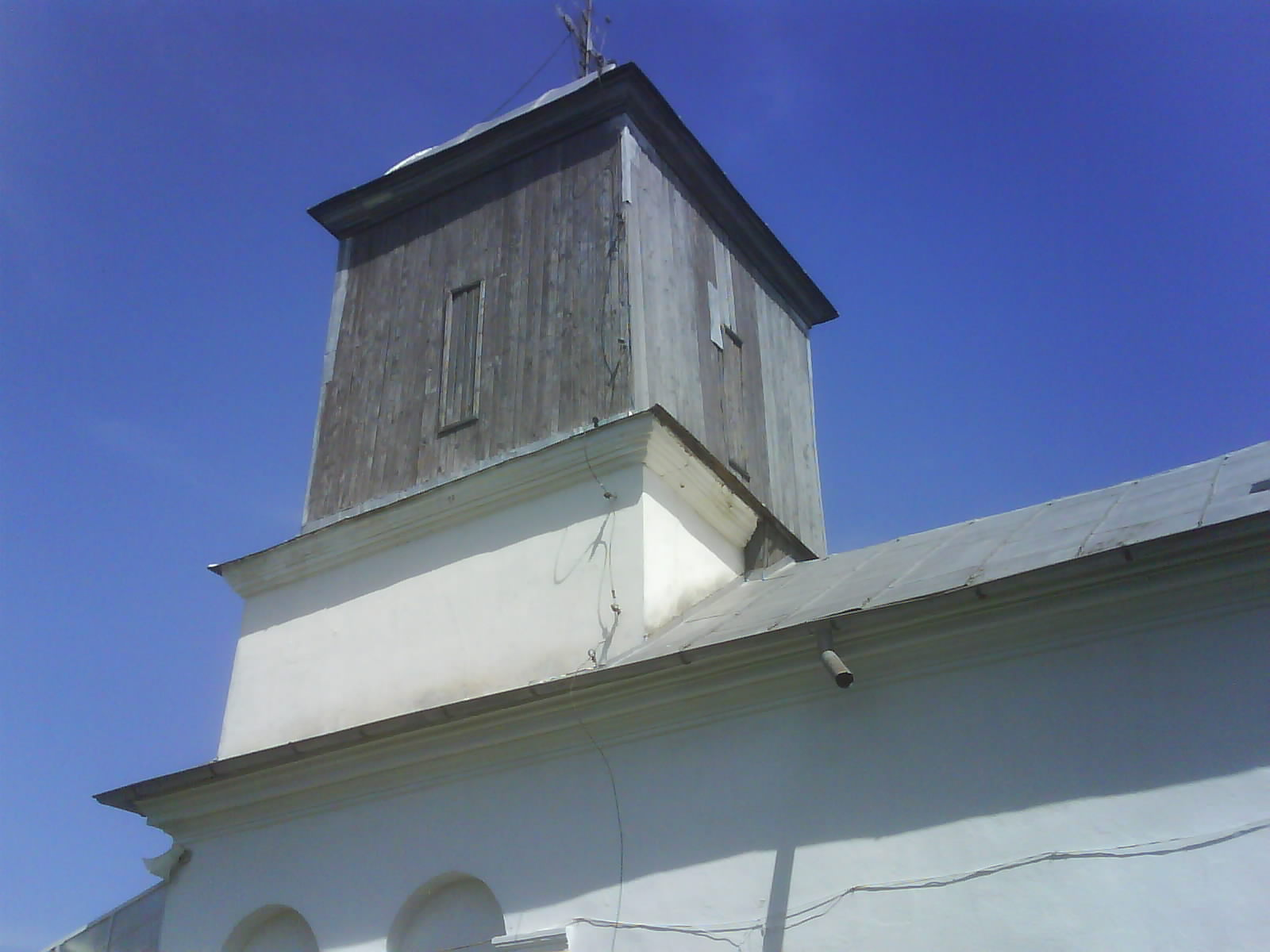
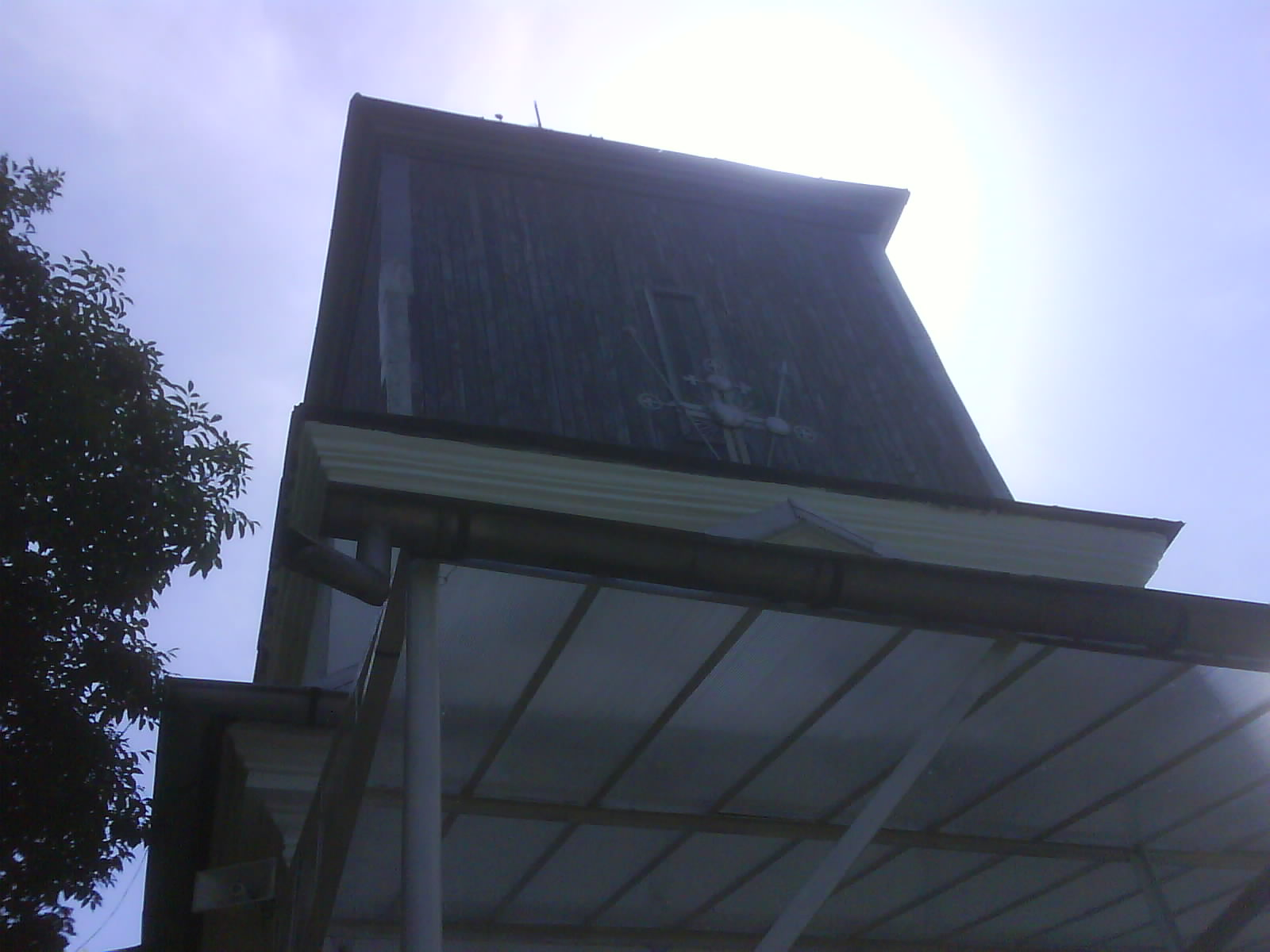
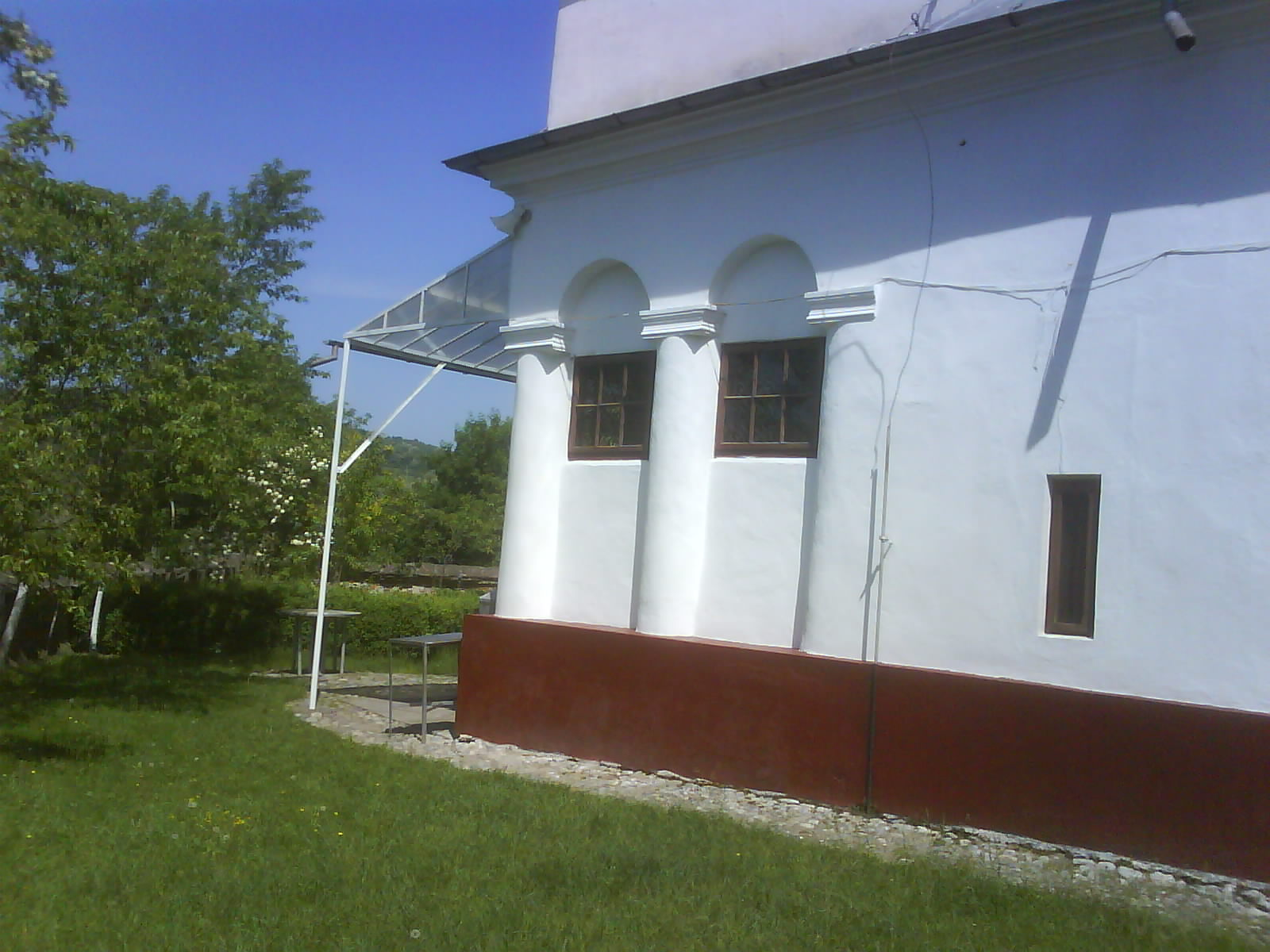
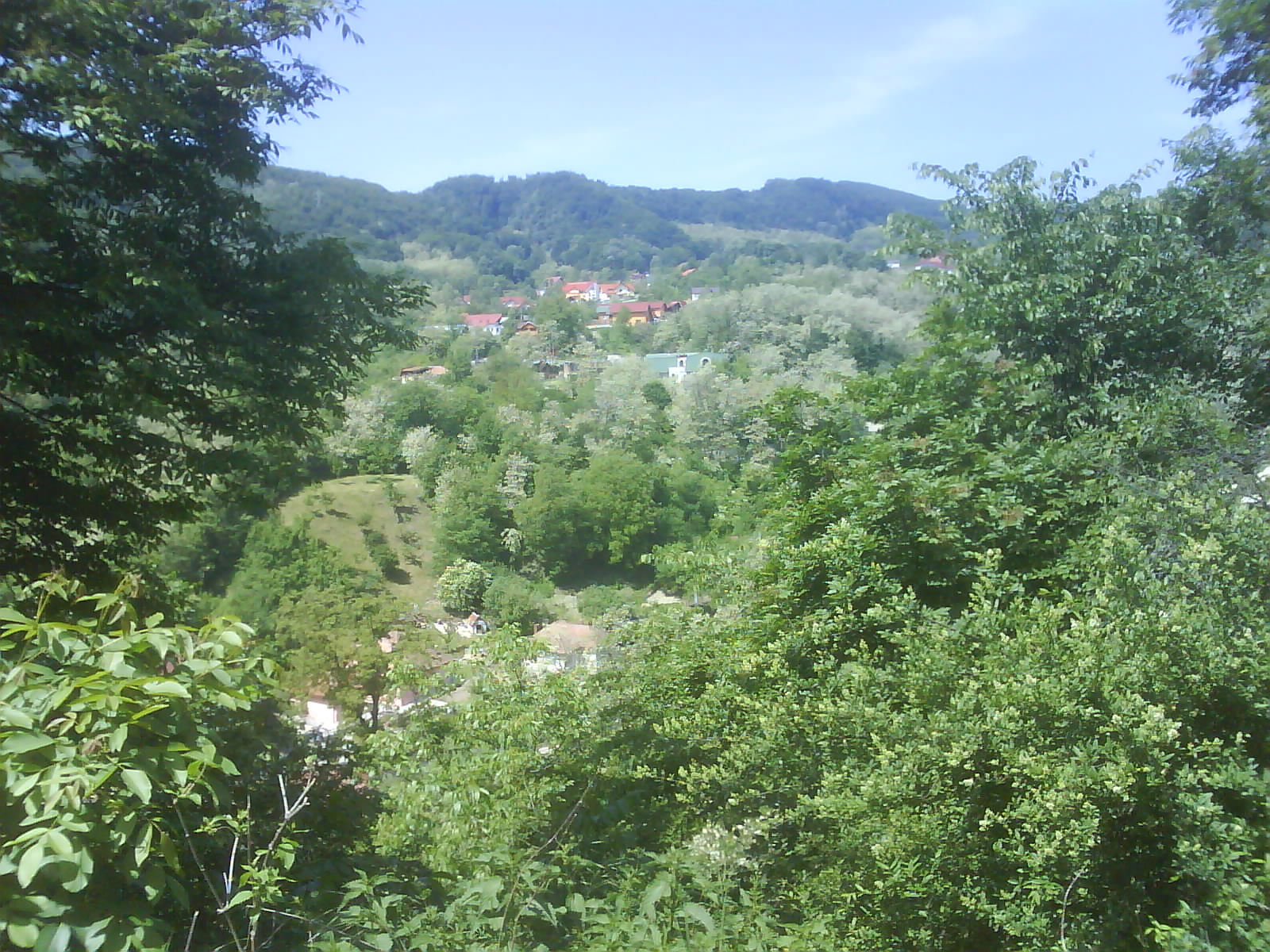